# ناتانیل بودیچ
ناتانیل بودیچ (۲۶ مارس ۱۷۷۳ – ۱۶ مارس ۱۸۳۸)، یکی از اولین ریاضی‌دانان آمریکایی بود که به‌خاطر کارهایش روی ناوبری دریایی شناخته می‌شود. وی اغلب به عنوان بنیان‌گذار ناوبری مدرن کشتی مورد تحسین قرار می‌گیرد؛ هنوز هم تمامی کشتی‌های نیروی دریایی ایالات متحده آمریکا هنگام مأموریت باید کتاب او با عنوان «ناوبری عملی جدید آمریکایی» که نخستین بار در ۱۸۰۲ میلادی منتشر شد را با خود داشته باشند. یک مدرسه ابتدایی و متوسطه در شهر سیلم در سال ۲۰۰۱ میلادی به افتخار وی نام‌گذاری شد.

## زندگی و کار
ناتانیل بودیچ، فرزند چهارم از هفت فرزند خانواده، در شهر سیلم استان خلیج ماساچوت از «هاباکوک بودیچ»، بشکه‌سازی که در مقطعی دریانورد بود اما بعد از این‌که کشتی وی در ۱۷۷۵ میلادی به گل نشست و کار خود را متوقف کرد و «ماری انگرسول بودیچ» متولد شد. وی در سن ده سالگی مصمم بود تا مدرسه را رها نموده و در بشکه‌سازی پدرش با وی کار کند، اما در دوازده سالگی برای ۹ سال به عنوان کارآموز دفترداری در فروشگاه تجهیزات کشتی قراردادی را امضاء کرد. این فروشگاه جایی بود که وی برای نخستین‌بار دفتر داری را یادگرفت که اولین قدم مهم در زندگی وی محسوب می‌گردید.
در ۱۷۸۶ میلادی، زمانی که بودیچ ۱۴ سال سن داشت شروع به آموختن جبر نمود و دو سال پس از آن وی به خود حسابان را آموزش داد. همچنین خودش به تنهایی زبان لاتین را در ۱۷۹۰ میلادی و زبان فرانسوی را در ۱۷۹۲ فرا گرفت تا بتواند، اثرهای مرتبط به ریاضی‌دانان، مانند کتاب اصول ریاضی فلسفه طبیعی آیزاک نیوتن را بخواند. وی هزاران اشتباه در ناوبری عملی جدید «جان همیلتون مور» پیدا کرد؛ وی در سن هجده سالگی تمامی مقالات مرتبط با ریاضی در رساله‌های فلسفی انجمن سلطنتی لندن را کپی نمود. یکی از کارهای برجسته وی در عرصه علم ترجمه کتاب «مکانیک سماوی»، یک کتاب طولانی در مورد ریاضیات و ستاره‌شناسی نظری، اثر پیر سیمون لاپلاس بود. این ترجمه برای پیشرفت ستاره‌شناسی در ایالات متحده بسیار حیاتی بود.

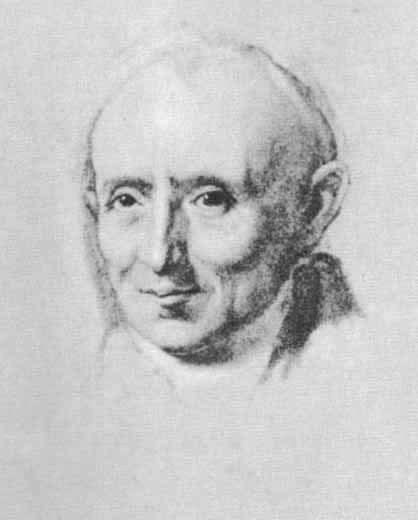
ناتانیل بودیچ (۱۷۷۳–۱۸۳۸)، آخرین نقاشی ناتمام اثر گیلبرت استوارت.

بودیچ که بخت با وی همراه بود، بیشتر از این جهت توانست به خودآموزی بپردازد که وی قادر بود از کتاب‌خانه به‌طور چشم‌گیر شیمی‌دان ایرلندی ریچار کیروان استفاده کند: هاگ هیل که یک ناخدای کشتی خصوصی جنگی اهل شهر سیلم و کاپیتان کشتی پیلگریم بود، زمانی کشتی را که این کتاب‌خانه را از ایرلند به انگلستان انتقال می‌داد متوقف نمود و این کتاب‌خانه را دوباره در جون ۱۷۹۱ به سیلم آورد.
بودیچ در ۱۷۹۵ میلادی نخستین سفر از چهار سفر طولانی خود را در کشتی به عنوان منشی کشتی و نویسنده ناخدای کشتی آغاز نموده و به دریا رفت. وی در پنجمین سفر دریایی طولانی خود به عنوان ناخدا و نیمه مالک کشتی به دریا رفت. وی پس از این سفر خود، در ۱۸۰۳ به سیلم بازگشت تا مطالعات ریاضی خود را از سر گرفته و وارد تجارت بیمه شود. یکی از خانه‌های وی در سیلم بنام خانه ناتانیل بودیچ هنوز هم پابرجا بوده و در سال ۲۰۰۰ مرمت کاری شد. این خانه به عنوان نشان تاریخی ملی مشخص شده‌است.
بودیچ در ۱۷۹۸ با الیزابت بوردمن ازدواج کرد، اما خانم وی هفت ماه بعد وفات کرد. بودیچ در ۱۸۰۰ میلادی بار دیگر با خواهرزاده خود ماری «پولی» انگرسول بودیچ (۱۷۸۱–۱۸۳۴) ازدواج کرد. آن‌ها ۲ دختر و ۶ پسر داشتند، از جمله هنری انگرسول بودیچ. هنری پکرنگ بودیچ و چارلز پکرنگ بودیچ از جمله نوه‌های وی بودند.
در ۱۸۰۲ میلادی کتاب خود با عنوان «ناوبر عملی آمریکایی» را برای نخستین بار منتشر کرد. دانشگاه هاروارد در همین سال به بودیچ یک درجه تحصیلی افتخاری اعطا نمود.
بودیچ در ۱۸۰۴ میلادی نخستین بیم‌سنج بیمه در ایالات متحده بوده و رئیس شرکت «بیمه آتش‌سوزی و دریایی اسکس در شهر سیلم» بود. این شرکت تحت رهبری وی علی‌رغم شرایط سخت سیاسی و جنگ ۱۸۱۲ به شکوفایی رسید.
کارهای بودیچ در عرصه ریاضی و ستاره‌شناسی در جریان این زمان جایگاه قابل‌توجهی برای وی کسب کرد، از جمله انتخاب شدن در آکادمی هنر و علوم آمریکا در ۱۷۹۹ میلادی و جامعه فیلسوفان آمریکا در ۱۸۰۹ میلادی. در سال ۱۸۰۶ میلادی به او ریاست بخش ریاضیات و فیزیک دانشگاه هاروارد پیشنهاد شد، اما وی این پیشنهاد را رد نمود. مقاله‌ای در ۱۸۰۴ میلادی پیرامون مشاهدات وی از مهتاب به نشر رسید و در ۱۸۰۶ میلادی چارت‌های دریایی چندین لنگرگاه از جمله لنگرگاه سیلم را منتشر کرد. پس از آن نشریات علمی آغاز شد، از جمله مطالعه در مورد انفجار شهاب‌واره (۱۸۰۷ میلادی)، سه مقاله در مورد مدارها و دنباله‌دار (۱۸۱۵، ۱۸۱۸، ۱۸۲۰) و مطالعه در مورد منحنی لیساژو که از حرکت یک آونگ معلق در دو نقطه ایجاد می‌شود (۱۸۱۵).
دانشگاه هاروارد در سال ۱۸۱۶ میلادی به ناتانیل بودیچ یک دکترای افتخاری قانون را اعطاء کرد.
علاوه بر هاوارد، آکادمی نظامی ایالات متحده و دانشگاه ویرجینیا نیز ریاست بخش ریاضیات را به بودیچ پیشنهاد نمودند. باز هم بودیچ این پیشنهادها را نپذیرفت، شاید (در مورد دانشگاه ویرجینیا) به این خاطر که ۲٬۰۰۰ دلار حقوق پیشنهاد شده ثلث میزان حقوقی بود که وی به عنوان رئیس شرکت بیمه دریافت می‌کرد.
بودیچ ترجمه چهار جلد اول کتاب «رساله مکانیک آسمانی» اثر لاپلاس را تا ۱۸۱۸ میلادی تکمیل کرد. با این حال، نشر این کار به احتمال زیاد به علت هزینه آن برای چندین سال به تأخیر افتاد. به هر حال وی در همکاری با بنجامین پرس، کار روی آن را ادامه داده و تفسیرهای بیشتری به آن اضافه نمود که در نهایت طول آن دوبرابر شد.
شهرت بین‌المللی بودیچ تا سال ۱۸۱۹ میلادی به حدی گسترش یافته بود، که وی به عنوان عضو انجمن‌های سلطنتی ادینبورگ و لندن و همچنین آکادمی سلطنتی ایرلند انتخاب شد.
بودیج در ۱۸۲۳ میلادی شرکت بیمه آتش‌سوزی و دریایی اسیکس را رها کرد، تا به عنوان بیم‌سنج در شرکت بیمه زندگی بیمارستان ماساچوت در بوستون خدمت کند. وی در این شرکت جدید در سمت «مدیر پول» (نوعی مدیریت سرمایه‌گذاری) خدمت می‌کرد و کسانی را که برای خود سرمایه از دریا به‌دست آورده بودند، راهنمایی می‌نمود تا سرمایه خود را به ساخت و ساز سوق دهند. شهرهایی مانند لوول در نتیجه کار وی به شکوفایی رسید.
زمانی‌که بودیچ از سیلم به بوستون نقل مکان کرد، حدوداً بیش از ۲٬۵۰۰ جلد کتاب، ۱۰۰ عدد نقشه و چارت و ۲۹ جلد دست نوشته خود را نیز انتقال داد.

## ناوبر عملی آمریکایی بودیچ
بودیچ در جریان مدتی که در دریا بود، شدیداً علاقه‌مند به ریاضیاتی شد که در هدایت کشتی از طریق ستاره‌ها به‌کار می‌رفت. وی در اوایل از ناوبر جان همیلتون مور که در لندن چاپ شده بود، استفاده می‌کرد و گفته می‌شد که این ناوبر اشتباهاتی دارد. بودیچ برای این‌که جدول‌های دقیق را در دست داشته و بر مبنای آن کار نماید، تمامی جدول‌های مور را دوباره محاسبه نمود و آن‌ها را مجدداً تنظیم و گسترش داد. وی با ناشر آمریکایی این اثر که ادموند بلانت نام داشت تماس گرفت، ناشر نیز از وی درخواست نمود تا هنگام سفر پنجم خود چاپ سوم را تصحیح و بازنگری نماید. این کار به حدی مفصل بود که بودیچ تصمیم گرفت، خود در این رابطه یک کتاب بنویسد و در «یادداشتی در کتاب نوشت، چیزی نیست که نتوانم به خدمه‌ها یاد بدهم». گفته می‌شود که در این سفر تمامی مردان از ۱۲ خدمه کشتی شامل آشپز کشتی این شایستگی را پیدا کردند تا مشاهدات ماه را محاسبه نموده و موقعیت دقیق کشتی را مشخص نمایند.

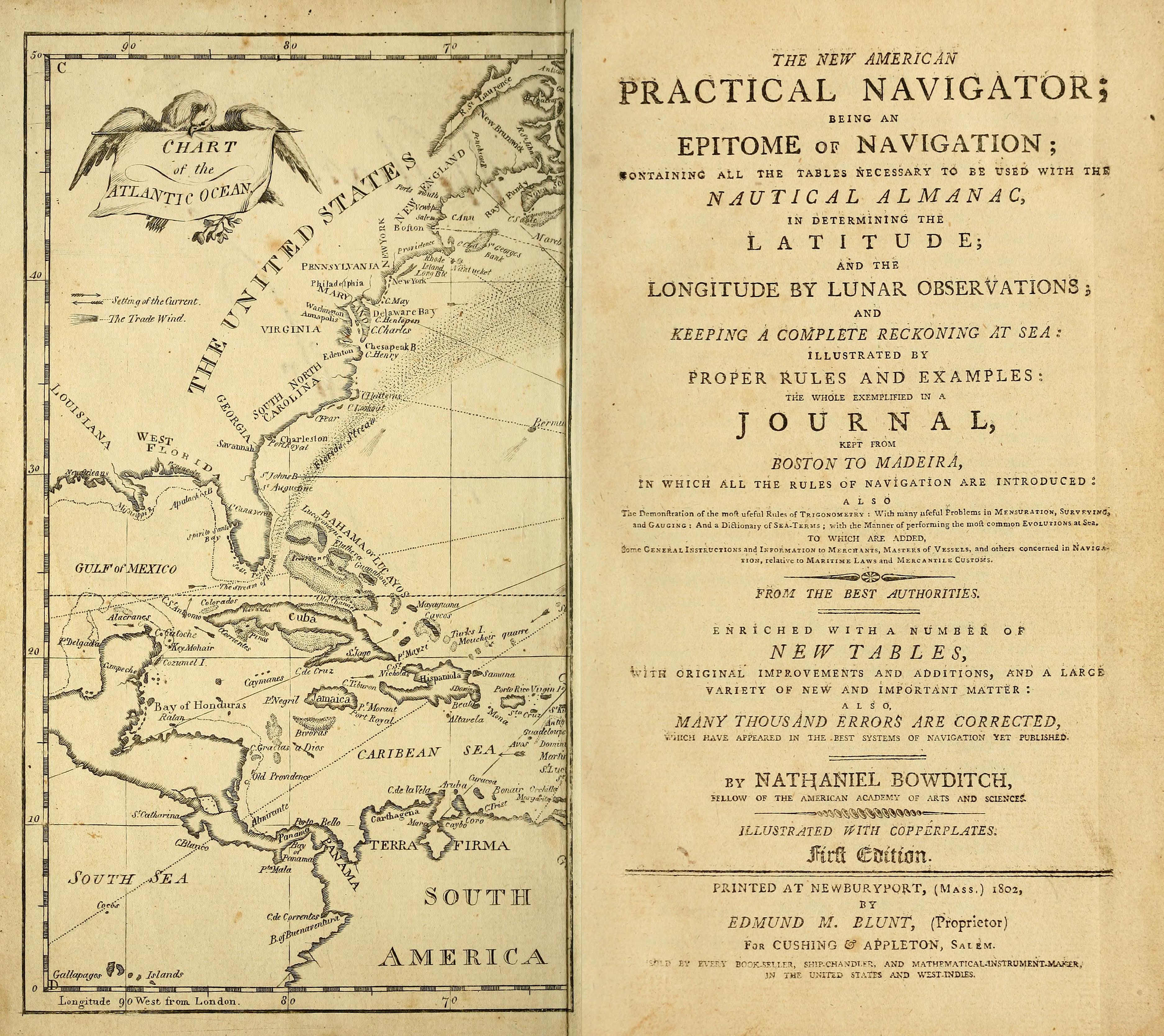
سرصفحه نخستین ویرایش از ۱۸۰۲ میلادی «ناوبر عملی آمریکایی»

بلانت در ۱۸۰۲ میلادی نخستین نسخه ناوبر عملی آمریکایی اثر بودیچ را به چاپ رساند و این اثر به معیار صنعت حمل و نقل کشتی برای یک و نیم‌قرن بعدی در نیم‌کره غربی مبدل شد. نسخه جدید شامل چندین راه حل برای مسئله مثلثات کروی بود، که یک مسئله جدید بوده و همچنین حاوی چندین فرمول و جدول برای ناوبری بود. اداره هایدروگرافیک ایالات متحده در ۱۸۶۶ میلادی حق‌نشر آن را خریداری نموده و از آن زمان به بعد این کتاب همواره به چاپ رسید و به‌طور منظم بازنگری می‌گردد تا بروز نگهداشته شود. تأثیرگذاری بودیچ در ناوبری عملی آمریکایی آنچنان عمیق بود که دریانوردان امروزه آن را فقط بودیچ می‌نامند. افسران دانشجوی نیروی دریایی قبل از تأسیس آکادمی دریایی ایالات متحده از این اثر با عنوان «بودیچ بی-نقص» یاد می‌کردند.
بودیچ در ۱۸۳۸ میلادی بر اثر سرطان معده در بوستون وفات کرد. وی در ارام‌گاه ماونت اوبرن به خاک سپرده شد، جای‌که یک بنای یادبود برای وی از طریق اعانه مردمی ساخته شد.
این تندیس نخستین، تندیس برنز به اندازه شخص زنده بود که در آمریکا ساخته شد. این تندیس اثر مجسمه‌ساز پرآوازه رابرت بال هاگز بود.
مدح زیر توسط اجتماع دریایی سیلم در مورد وی نوشته شد:
با مرگ وی یک بانی خیر عامه، ملی و انسانی عزیمت کرده‌است. نه این اجتماع و نه فقط این کشور، بلکه کل دنیا حق دارند از خاطرات وی یاد نمایند. وقتی صدای مدح از جریان بازمی‌ایستد، هیچ بنای یادبودی برای زنده نگه داشتن وی در میان مردم نیاز نخواهد بود؛ اما تا زمانی‌که کشتی‌ها بادبان می‌کشند، سوزن به سمت شمال نشانه می‌گیرد و ستاره‌ها به مسیر عادی خود در آسمان‌ها حرکت می‌کنند، نام دکتر بودیچ به عنوان فردی که به هم‌نوعان خود در موقع نیاز کمک کرد، کسی که برای آن‌ها در دریای بی‌راه راهنما بود و است و کسی که اشتیاق‌های عالی بشریت را برملا ساخت، حفظ خواهد شد.
پسر بودیچ به‌نام دکتر اچ.آی. بودیچ در دهه‌های ۱۸۴۰ و ۱۸۵۰ میلادی «کتابخانه بودیچ» در اوتیس پلیس در شهرستان مالی بوستون را مدیریت می‌کرد. این کتابخانه «برای ساکنین بوستون یا شهرهای هم‌جوار آن رایگان بود. … این کتابخانه ناتانیل بودیچ فقید است و صرفاً دارای منابع علمی می‌باشد». خانواده وی در ۱۸۵۸ میلادی مجموعه وی را که «اکثراً حاوی کارها در بخش ریاضیات و ستاره‌شناسی بود» به کتابخانه عامه بوستون دادند.